# تاکاهیرو شیکینه
تاکاهیرو شیکینه (انگلیسی: Takahiro Shikine؛ زادهٔ ۷ دسامبر ۱۹۹۷) شمشیرباز اهل ژاپن است.